# ماه و شش پشیز (فیلم)
ماه و شش پشیز (انگلیسی: The Moon and Sixpence) فیلمی به کارگردانی آلبر لوین است که در سال ۱۹۴۲ منتشر شد.

## بازیگران
- جرج سندرز
- هربرت مارشال
- آلبرت باسرمن
- فلورنس بیتس
- مایک مازورکی
- آیرین تدرو